# Columbo: Mord nach Rezept
Mord nach Rezept (Originaltitel: Prescription: Murder) ist ein erstmals am 20. Februar 1968 auf NBC gesendeter Kriminalfilm nach einem Drehbuch des Autorenduos Richard Levinson und William Link.
Der von Universal Television unter der Regie von Richard Irving gedrehte Fernsehfilm ist ein Vorläufer der drei Jahre später in Serie produzierten Kriminalfilmreihe Columbo. In Mord nach Rezept agiert Peter Falk erstmalig in seiner Paraderolle als Columbo. Der Schauspieler Gene Barry verkörpert den Psychiater Dr. Ray Flemming als Columbos Gegenspieler.

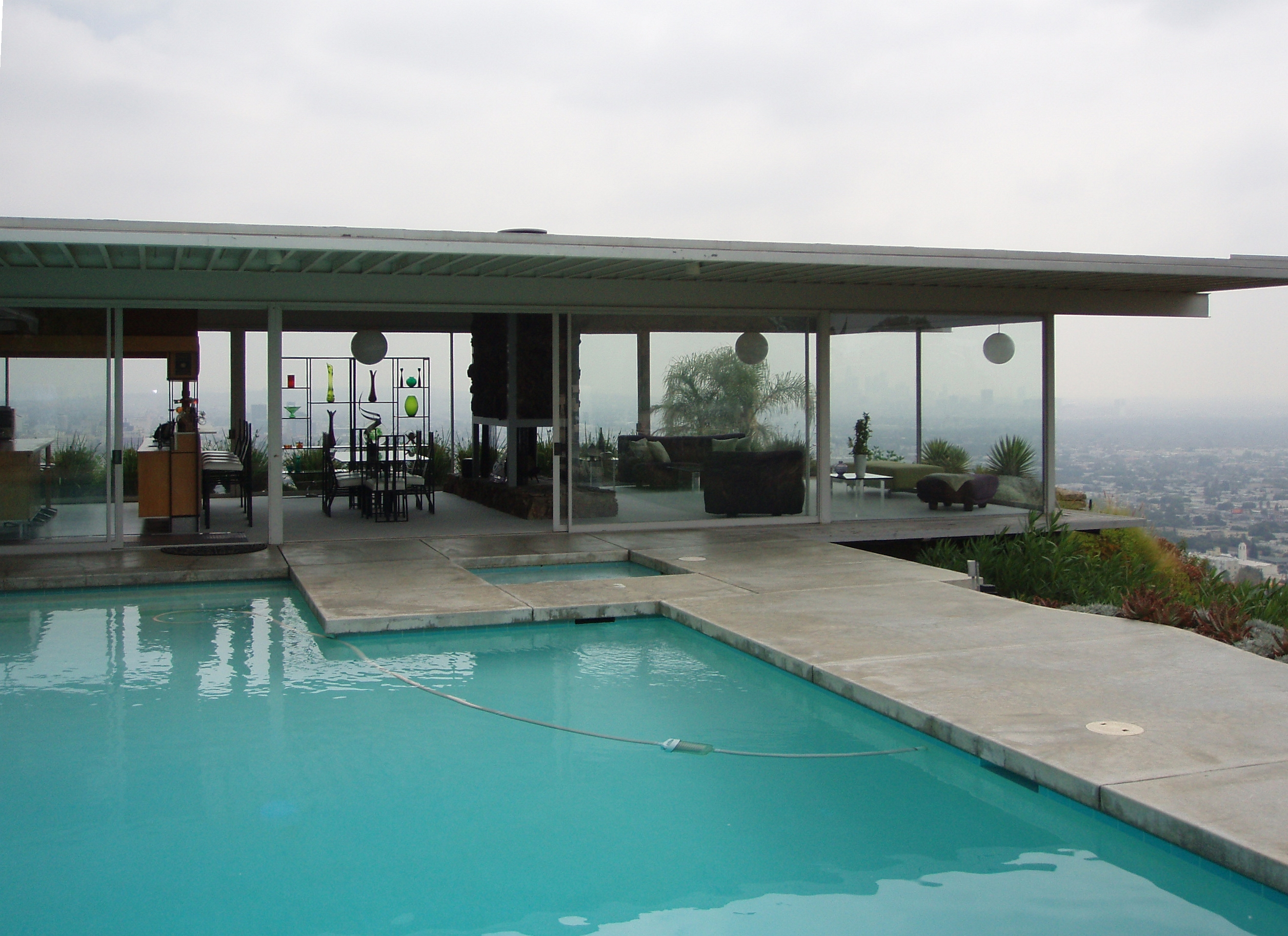
Das Stahl House in den Hollywood Hills diente als Kulisse für den Wohnsitz von Joan Hudson, der Komplizin und Geliebten des Mörders Dr. Ray Flemming

## Handlung
Der erfolgreiche und selbstgefällige Psychiater Dr. Ray Flemming ist ein gutaussehender Charmeur, besitzt sowohl eine hohe Intelligenz als auch geschliffene Manieren und genießt im Zusammenspiel mit seiner Ehefrau Carol hohes gesellschaftliches Ansehen. Doch die Ehe der Flemmings kriselt. Zudem hat Dr. Flemming eine Geliebte, die deutlich jüngere Hollywood-Schauspielerin Joan Hudson, die zugleich seine Patientin ist. Die vermögende Mrs. Flemming stellt ihm schließlich ein Ultimatum und will, dass er sich von seiner Geliebten trennt. Andernfalls droht Carol Ray mit einer skandalumwitterten Scheidung und dass sie ihn finanziell ausnehmen werde. Dr. Flemming weiß, dass er fortan keine Ruhe mehr finden wird, solange ihm seine eifersüchtige und zunehmend störende Gattin im Genick sitzt. Dr. Flemming entwickelt einen komplexen Mordplan, in dem seine Geliebte eine entscheidende Rolle spielt.
Er erzählt seiner Frau, dass er bereits eine Reise nach Acapulco geplant habe, um das Eheglück zu festigen. Kurz vor der vorgeblichen Abreise erwürgt Dr. Flemming seine Frau und inszeniert anschließend Spuren eines Einbruchs mit Raubmord. Seine Geliebte Joan unterstützt ihn bei der Vortäuschung, dass Flemming mit seiner Ehefrau die Flugreise antrete. Verkleidet mit Perücke und Sonnenbrille im Kleid seiner Frau, sorgen sie beim Einchecken und Boarding dafür, dass mehrere Fluglinienangestellte und Passagiere das Paar sehen und später bezeugen können, dass Mr. und Mrs. Flemming gemeinsam an Bord gegangen sind. An Bord inszenieren beide einen Streit. Im Zuge dessen verlässt Joan das Flugzeug und Dr. Flemming fliegt alleine nach Acapulco.
Als Dr. Flemming aus Acapulco nach Los Angeles heimkehrt, trifft er in seiner Wohnung auf den ermittelnden Lt. Columbo, der ihm mitteilt, dass seine Frau überfallen wurde, aber noch lebt. Dr. Flemming eilt, begleitet von Columbo, sofort ins Krankenhaus, wird aber nicht zu Carol vorgelassen. Columbo fällt die ungewöhnliche Reaktion Dr. Flemmings auf, als man ihm mitteilt, dass seine Frau soeben verstorben sei.
Columbo startet mit seinen Nachforschungen und rekonstruiert nun den Fall, erfährt vom Streit der Eheleute vor dem Start des Flugzeugs und dem stürmischen Abgang der vorgeblichen Mrs. Flemming. Columbo versucht durch Anmerkungen und mit Hinweisen auf Unstimmigkeiten Flemming zunehmend zu verunsichern. Doch der durchschaut die Tricks und Psychospielchen des Ermittlers und lässt sich vorerst nicht beirren.
Columbo kann Dr. Flemming nichts beweisen und Flemming lässt ihn dies auch spüren. Doch der Psychiater fühlt sich zunehmend genervt und bedrängt von Columbos Hartnäckigkeit und versucht mit seiner Beziehung zu einem befreundeten Staatsanwalt Einfluss darauf zu nehmen, dass Columbo von dem Mordfall abgezogen wird.
Columbo führt seine Ermittlungen hingegen unbekümmert weiter und macht seinem Gegenspieler unterschwellig klar, dass er sich nicht ausmanövrieren lasse. Flemming wiederum schmeichelt ihm, indem er Columbo sagt, dass er dessen Masche vom trotteligen Kriminalpolizisten durchschaut habe. Bald wird das Spielchen zwischen beiden Männern zu einem intellektuellen Duell zweier ebenbürtiger Gegner. Columbo will, dass Flemming den Phänotypus des mutmaßlichen Mörders analysiert, und Flemming beschreibt mit einer gewissen intellektuellen Überheblichkeit sich selbst, bestreitet aber selbstverständlich, der Mörder seiner Gattin zu sein. Diesen Typus Mörder, wohlüberlegt und eiskalt, werde man nie schnappen, endet Flemmings allzu selbstsichere Analyse.
Lieutenant Columbo erkennt, dass die einzige Schwachstelle in Dr. Flemmings perfidem Mordkonstrukt dessen Geliebte Joan Hudson sein müsse, denn ohne sie hätte der Psychiater niemals dieses Verbrechen durchführen können. Der Polizist besucht Joan am Set und befragt sie, macht sie unsicher und konfrontiert sie damit, dass man annehme, Flemming habe seine Frau umgebracht. Columbo macht Joan klar, dass er ihr als Komplizin das Leben so lange zur Hölle machen werde, bis sie endlich auspackt.
Völlig aufgelöst ruft Joan wenig später ihren Geliebten an, doch der kann sie beruhigen. Als Flemming am nächsten Tag Joan erwartet und sie nicht kommt, wird er von einem Telefonat aufgeschreckt. Es habe, so heißt es, in Joans Landhaus einen Unfall gegeben. Besorgt fährt Flemming zum Haus seiner Geliebten, vor dem bereits Columbo wartet. Der Psychiater eilt zum Swimmingpool, wo es scheint, als ob gerade Joan Hudsons Leiche aufgebahrt und abtransportiert wird. Columbo sagt, dass sie Schlaftabletten genommen und sich umgebracht habe. Er gibt zu, dass er Joan gestern scharf verhört und angegangen habe, und sie sich wohl deshalb umgebracht habe, um Ray zu schützen. Der reagiert sehr kalt. Da Hudson nun tot sei, müsse er nicht mehr so tun, als habe diese Frau ihm je etwas bedeutet. Columbo erwidert, dass Flemming ihr etwas schuldig sei und er endlich gestehen solle. Ray Flemming sagt nun kaltlächelnd, dass er Hudson nie geliebt habe, nennt sie eine „billige kleine Schauspielerin“, und dass er sie durchaus hätte loswerden können, wenn er nur gewollt hätte. Das war ein Satz zu viel. Denn nun erscheint Joan Hudson – quicklebendig. Dr. Flemming ist auf eine Finte Columbos hereingefallen, die „Leiche“ war lediglich eine extra dafür engagierte Frau. Columbo fragt zum Schluss Miss Hudson, ob sie nun endlich ein Geständnis ablegen wolle, was sie schließlich auch tut.

## Produktionsgeschichte
Zu Beginn des Jahres 1960 gerieten die noch jungen, aber in Hollywood bereits etablierten Drehbuchautoren William Link und Richard Levinson in finanzielle Nöte. Verantwortlich für diese Lage war ein von Januar bis Juni 1960 anhaltender Streik der Drehbuchautorengewerkschaft Writers Guild of America. Trotz der Streikaktion war es Gildenmitgliedern erlaubt, für Liveübertragungen im Fernsehen zu schreiben. Aus dieser Drucksituation heraus erfanden Link und Levinson Columbo. Die Figur des Kriminalbeamten Columbo entspringt zwei literarischen Vorbildern – zum einen Pater Brown, dem von Gilbert Keith Chesterton erfundenen emphatischen Pfarrer, der als Hobby Kriminalfälle löst, zum anderen dem Untersuchungsrichter Porfirij Petrowitsch aus Dostojewskis Roman Schuld und Sühne. Dieses Werk der Weltliteratur hatte das Autorenduo am College studiert. Aus Schuld und Sühne übernahmen Link und Levinson zudem die ungewöhnliche Erzählstruktur der invertierten Detektivgeschichte. Bei dieser besonderen Erzählweise verfolgt der Leser bzw. Zuschauer, der den Täter bereits seit Beginn der Geschichte kennt, wie der durchdacht vorgehende Ermittler den Tatverdächtigen Schritt für Schritt in die Enge treibt und letztlich des Mordes überführt.
Auf dieser Grundlage erarbeiteten Link und Levinson mit Blick auf eine im Mai 1960 gestartete NBC-TV-Show das Drehbuch für einen Krimi mit dem Titel Enough Rope – das erste offizielle Drehbuch mit einem Lieutenant Columbo. Der Titel Enough Rope leitet sich vom amerikanischen Sprichwort „Give him enough rope and he will hang himself“ ab. Sinngemäß „Lass ihn an der langen Leine zappeln, dann wird er sich schon in seiner eigenen Schlinge verfangen“. NBC erwarb das Skript und so tauchte Lieutenant Columbo nur wenig später am 31. Juli 1960 im Rahmen der am Sonntagabend ausgestrahlten 60-minütigen Sendung aus der TV-Reihe Sunday Mystery Hour erstmals im Fernsehen auf, seinerzeit verkörpert durch den Schauspieler Bert Freed.
Basierend auf ihrem Drehbuch Enough Rope schrieben Link und Levinson das auf einer US-weiten Theatertournee aufgeführte Bühnenstück Prescription: Murder (dt. „Mord nach Rezept“). In Zusammenarbeit mit dem Theaterproduzenten Paul Gregory wurde das Stück hochkarätig besetzt mit dem oscarprämierten Thomas Mitchell als dem stets Zigarre rauchenden Columbo und Hollywood-Star Joseph Cotten als dem Psychiater und Mörder Dr. Ray Flemming. Im Verlaufe der am 13. Januar 1962 in San Francisco gestarteten Tournee erkrankte Thomas Mitchell jedoch schwer und musste operiert werden. In Folge wurde er durch den als wenig charismatisch beschriebenen Schauspieler Howard Wierum ersetzt. Ohne den Superstar Mitchell ließen fortan die Besucherzahlen stark nach und die Tournee wurde vorzeitig nach einer letzten Vorstellung in Boston am 26. Mai 1962 beendet. Link und Levinson gingen zurück nach Hollywood und schrieben in der Folge zahlreiche Drehbücher und Skripte für zahlreiche TV-Krimireihen. Unterdessen suchte die boomende Fernsehwelt händeringend nach guten Drehbüchern für Fernsehfilme. Im Zuge dessen präsentierte der Künstleragent von Link und Levinson dem Produktionsunternehmen Universal Television seine erneut überarbeitete Drehbuchversion von Prescription Murder und stieß damit auf große Begeisterung seitens Universal. Nachdem Bing Crosby und Lee J. Cobb das Angebot, Columbo zu spielen, ablehnten, wurde letztlich Peter Falk für die Hauptrolle verpflichtet. Dabei befand man Falk mit 39 Jahren eigentlich als zu jung für die Rolle, doch der als künftig erster Columbo-Produzent und -Regisseur fungierende Richard Irving konnte Link und Levinson von Peter Falk überzeugen.

## Produktion
Mord nach Rezept entstand im Juni und Juli 1967 unter der Regie des Columbo-Produzenten Richard Irving überwiegend als Studioproduktion in den Universal Studios nahe Los Angeles. Die anvisierten 16 Drehtage mussten aufgrund Falks zögerlicher Arbeitsweise um 2 Drehtage verlängert werden. Darüber geriet Hauptdarsteller Peter Falk mit dem Universal-Präsidenten Lew Wasserman in einen unerbittlichen Streit. Für Wasserman galt ein striktes Einhalten der vorgegebenen Drehzeit als unerschüttliches Gesetz, während Falk gewisse künstlerische Freiheiten bei teils zeitaufwendigen Diskussionen um den Szenenaufbau für sich beanspruchte.
Als Kulisse für Joan Hudsons modernem Designhaus diente das Stahl House in den Hollywood Hills. Die amerikanische Erstausstrahlung des Films erfolgte als Movie-of-the-week am Dienstag, den 20. Februar 1968 auf NBC und wurde von rund 25 Millionen Zuschauern bei einer 40-prozentigen Einschaltquote gesehen. Damit landete der TV-Krimi auf Platz 4 der meistgesehenen TV-Sendungen der Woche. In Deutschland wurde der Film am späten Samstagabend des 11. Oktober 1969 in der ARD erstmals gezeigt. Für den renommierten Hollywood-Kinofilmkameramann Ray Rennahan war Mord nach Rezept seine drittletzte Arbeit, ehe er zu Beginn der 1970er Jahre in den Ruhestand ging.
Mord nach Rezept wurde 1967 als Einzelproduktion konzipiert. Eine spätere Serienproduktion stand zunächst nicht zur Debatte. Der Quotenerfolg veranlasste NBC jedoch, den Wunsch an Universal Television zu äußern, Columbo als Serie zu produzieren. Doch Levinson, Link und Falk hielten es für unmöglich, eine wöchentliche Serie mit den im US-Fernsehen üblichen 22 Episoden pro Jahr für die von Herbst bis Frühjahr laufende TV-Seriensaison zu drehen und lehnten ab. Als damaliger Präsident der Universal Television versuchte Sidney Sheinberg fortan, das Autorenduo und Falk immer wieder von einer Serienproduktion zu überzeugen. Nachdem sämtliche Versuche seitens Sheinberg misslangen, ließ er ein neues Konzept namens NBC Mystery Movie entwickeln. Bei diesem Konzept sollten sich drei verschiedene Krimiserien im wöchentlichen Turnus abwechseln. Pro Serie mussten so lediglich 7 oder 8 Episoden produziert werden, um die 22 Folgen für eine Seriensaison zu erreichen. Und Columbo sollte laut Sheinbergs Plan eine dieser drei Serien neben Ein Sheriff in New York und McMillan & Wife sein. Falk, Levinson und Link stimmten diesem Vorschlag nun endlich zu. Bedingung seitens Sheinberg war allerdings, zunächst einen weiteren abendfüllenden 90-minütigen Columbo als Pilotfilm zu produzieren, um sicherzugehen, dass die Zuschauer auch drei Jahre nach dem Erfolg des Erstlingswerks Mord nach Rezept weiterhin Interesse an Columbo zeigen würden.
In Mord nach Rezept sind erstmals die für alle weiteren Episoden geltenden Zutaten eines typischen Columbo-Krimis zu begutachten. Der Filmhistoriker Kay Weniger dazu: „Columbos Understatement-Image, gepaart mit großer Zähigkeit und einer unbestechlichen Auffassungsgabe und Logik, begründete den Erfolg dieser von seinen Gegenspielern häufig unterschätzten Figur. Columbos Masche war stets, als der ein wenig zerstreut wirkende Ermittler mit zerbeultem, knatterndem Peugeot und zerknittertem Trenchcoat aufzutreten und damit den Hauptverdächtigen in trügerischer Sicherheit zu wiegen.“
Am 1. März 1971 wurde der abermals unter der Regie von Richard Irving produzierte Serienpilot mit dem Titel Lösegeld für einen Toten (Ransom for a Dead Man) ausgestrahlt. Nach dem erneut erheblichen Publikumserfolg veranlasste Sheinberg umgehend, sieben weitere 75-minütige Folgen für die geplante NBC Mystery Movie-Reihe zu produzieren. Schließlich wurde am 15. September 1971 die unter der Regie von Steven Spielberg gedrehte erste Columbo-Episode Tödliche Trennung (Murder by the Book) mit Jack Cassidy als Doppelmörder ausgestrahlt.

## Besetzung und Synchronisation
Die deutschsprachige Synchronfassung entstand bei der Studio Hamburg Synchron unter der Dialogregie von Werner Bruhns und nach einem Dialogbuch von Elisabeth Mühlen.
| Figur              | Darsteller        | Deutscher Sprecher |
| ------------------ | ----------------- | ------------------ |
| Lieutenant Columbo | Peter Falk        | Uwe Friedrichsen   |
| Dr. Ray Flemming   | Gene Barry        | Helmo Kindermann   |
| Joan Hudson        | Katherine Justice | Brigitte Grothum   |
| Burt Gordon        | William Windom    | Günther Jerschke   |
| Carol Flemming     | Nina Foch         | Gisela Trowe       |
| Weitere Darsteller |                   |                    |
| Miss Petrie        | Virginia Gregg    |                    |
| Cynthia Gordon     | Andrea King       |                    |
| Blonder Partygast  | Susanne Benton    |                    |
| Krankenschwester   | Ena Hartman       | Renate Pichler     |
| Stewardess         | Sherry Boucher    | Karin Lieneweg     |
| Tommy              | Anthony James     | Tommi Piper        |

## Rezeption
Der Movie & Video Guide meinte: „Interessantes Debüt von Falks Columbo mit ausgezeichneter Besetzung und Nebenhandlungen. […] Überdurchschnittlich“.
Die Fernsehzeitschrift TV Spielfilm vergab eine positive Wertung (Daumen hoch): „Starkes Debüt für eine Fernsehlegende“.
Das Lexikon des internationalen Films befand: „Handwerklich konventioneller, aber spannender Krimi“.
Der Autor Michael Striss wertete mit drei von vier Sternen (sehr empfehlenswert). Er nannte den Fernsehfilm einen „gelungenen Einstand für eine neue Serienfigur. Man erkennt bereits im ersten Fall das Potential dieses originellen Charakters. Viele der Motive, die den späteren Columbo-Kult ausmachen sollen, sind bereits angelegt“. Kritisch äußerte er sich zur Auflösung des Falles: „Allein das Finale gerät etwas schwach, in dem sich Flemming zu Worten hinreißen lässt, die seiner sonstigen Vorsicht widersprechen“. Hingegen wurde der Darsteller des Kontrahenten gelobt: „Neben Peter Falk kann Gene Barry überzeugen, der als Flemming gekonnt die Balance hält zwischen der Einschätzung Columbos als einem ihm durchaus ebenbürtigen Gegner und der Überzeugung, ihm letztlich doch überlegen zu sein“.
Der Autor Uwe Killing konstatierte: „Obwohl der 90-minütige Film ohne viel Werbung im Programm lief, erzielte er eine überdurchschnittliche Quote. Auch die Kritiken waren durchweg positiv: Regisseur Richard Irving hatte den Fall geschmackssicher und souverän inszeniert, mit einigen Hitchcock-Elementen und einem ansonsten fesselnden Duell zweier höchst unterschiedlicher Männer. Gene Barry, ein erfahrener Fernsehdarsteller […], überzeugte als überheblicher Dr. Flemming. Auch alle weiteren Rollen waren gut besetzt. Doch das eigentliche Ereignis war – wie schon in der Bühnenversion – der Darsteller des Columbo. Peter Falk erschien von Anfang an mit seiner Rolle derart verschmolzen, als arbeite er schon Jahre lang als verschrobener Einzelgänger beim Los Angeles Police Department“.